# Concerto for Wind Ensemble (Husa)
Concerto for Wind Ensemble is een compositie voor harmonieorkest van de Tsjechisch-Amerikaanse componist Karel Husa uit 1982. Het is gecomponeerd in opdracht van de Michigan State University Alumni Band. De première van dit werk werd verzorgd door Michigan State University Wind Symphony onder leiding van de componist als gastdirigent op 3 december 1982 in de "Wharton Center for the Performing Arts" in de Michigan State University in East Lansing.
De compositie bestaat uit drie delen:Drum Ceremony and Fanfare, Elegy en Perpetual Motion.
Het werk werd opgenomen op cd door de Cincinnati Wind Symphony  en het Ithaca College Wind Ensemble.